# Дзюбанов, Даниил Титович

Даниил Титович Дзюбанов (24 декабря 1915, Новопсковский район — 8 января 1999) — капитан Советской Армии, участник Великой Отечественной войны, Герой Советского Союза (1945).

## Биография
Даниил Дзюбанов родился 24 декабря 1915 года в селе Можняковка (ныне — Новопсковский район Луганской области Украины) в крестьянской семье. Окончил семь классов школы, затем курсы физруков в Ворошиловграде (ныне — Луганск), после чего работал физруком и военруком в школе. В июне 1941 года Дзюбанов был призван на службу в Рабоче-крестьянскую Красную Армию. С того же года — на фронтах Великой Отечественной войны. В 1943 году Дзюбанов окончил курсы младших лейтенантов. К апрелю 1945 года старший лейтенант Даниил Дзюбанов командовал ротой 732-го стрелкового полка 235-й стрелковой дивизии 43-й армии 3-го Белорусского фронта. Отличился во время боёв в Восточной Пруссии.
15 апреля 1945 года рота Дзюбанова первой в своём полку переправилась через реку Нельма в районе посёлка Коббельбуде, захватила плацдарм на её западном берегу и удерживала его до подхода основных сил, отражая немецкие контратаки.
Указом Президиума Верховного Совета СССР от 29 июня 1945 года старший лейтенант Даниил Дзюбанов был удостоен высокого звания Героя Советского Союза с вручением ордена Ленина и медали «Золотая Звезда».
В 1946 году в звании капитана Дзюбанов был уволен в запас. Проживал в посёлке Белолуцк Новопсковского района, работал в «Межколхозстрое». Дальнейшая судьба не установлена.
Был также награждён орденами Красного Знамени, Александра Невского, Отечественной войны 1-й и 2-й степени, Красной Звезды, а также рядом медалей.